# Maladera subspinosa
Maladera subspinosa är en skalbaggsart som beskrevs av Brenske 1898. Maladera subspinosa ingår i släktet Maladera och familjen Melolonthidae. Inga underarter finns listade i Catalogue of Life.